# Analítica predictiva
L'analítica predictiva, o IA predictiva, engloba una varietat de tècniques estadístiques, des de la mineria de dades, la modelització predictiva i l'aprenentatge automàtic, que analitzen fets actuals i històrics per fer prediccions sobre esdeveniments futurs o desconeguts.
En els negocis, els models predictius exploten patrons que es troben en dades històriques i transaccionals per identificar riscos i oportunitats. Els models capturen les relacions entre molts factors per permetre l'avaluació del risc o potencial associat a un conjunt particular de condicions, guiant la presa de decisions per a transaccions candidates.
pacient sanitari, SKU de producte, vehicle, component, màquina o altra unitat organitzativa) per tal de determinar, informar o influir en els processos organitzatius que afecten un gran nombre d'individus, com ara en màrqueting, avaluació del risc de crèdit, detecció de frau, fabricació, atenció mèdica i operacions governamentals, incloses les forces de l'ordre.

## Definició
L'analítica predictiva és un conjunt de tecnologies d'intel·ligència empresarial (BI) que descobreix relacions i patrons dins de grans volums de dades que es poden utilitzar per predir comportaments i esdeveniments. A diferència d'altres tecnologies de BI, l'analítica predictiva mira cap al futur i utilitza esdeveniments passats per anticipar el futur. Les tècniques estadístiques d'anàlisi predictiva inclouen la modelització de dades, l'aprenentatge automàtic, la IA, els algoritmes d'aprenentatge profund i la mineria de dades. Sovint l'esdeveniment desconegut d'interès és en el futur, però l'analítica predictiva es pot aplicar a qualsevol tipus d'incògnita, ja sigui en el passat, el present o el futur. Per exemple, la identificació de sospitosos després que s'hagi comès un delicte o un frau amb targetes de crèdit a mesura que es produeix. El nucli de l'analítica predictiva es basa en capturar les relacions entre les variables explicatives i les variables predites a partir d'esdeveniments passats, i explotar-les per predir el resultat desconegut. Tanmateix, és important tenir en compte que la precisió i la usabilitat dels resultats dependran en gran manera del nivell d'anàlisi de dades i de la qualitat de les suposicions.
L'analítica predictiva sovint es defineix com la predicció a un nivell de granularitat més detallat, és a dir, la generació de puntuacions predictives (probabilitats) per a cada element organitzatiu individual. Això ho distingeix de la previsió. Per exemple, "Anàlisi predictiva: tecnologia que aprèn de l'experiència (dades) per predir el comportament futur dels individus per tal de prendre millors decisions". En els futurs sistemes industrials, el valor de l'anàlisi predictiva serà predir i prevenir possibles problemes per aconseguir una avaria gairebé nul·la i integrar-se encara més en l'anàlisi prescriptiva per a l'optimització de decisions.

## Tècniques analítiques
Els enfocaments i les tècniques utilitzades per dur a terme anàlisis predictives es poden agrupar en termes generals en tècniques de regressió i tècniques d'aprenentatge automàtic.

### Aprenentatge automàtic
L'aprenentatge automàtic es pot definir com la capacitat d'una màquina d'aprendre i després imitar el comportament humà que requereix intel·ligència. Això s'aconsegueix mitjançant intel·ligència artificial, algoritmes i models.

#### Mitjana mòbil integrada autoregressiva (ARIMA)
Els models ARIMA són un exemple comú de models de sèries temporals. Aquests models utilitzen autoregressió, la qual cosa significa que el model es pot equipar amb un programari de regressió que utilitzarà l'aprenentatge automàtic per fer la major part de l'anàlisi de regressió i el suavització. Se sap que els models ARIMA no tenen una tendència general, sinó que tenen una variació al voltant de la mitjana que té una amplitud constant, donant lloc a patrons temporals estadísticament similars. A través d'això, s'analitzen variables i es filtren dades per tal de comprendre i predir millor els valors futurs.
Un exemple d'un mètode ARIMA són els models de suavització exponencial. El suavització exponencial té en compte la diferència d'importància entre els conjunts de dades més antics i els més nous, ja que les dades més recents són més precises i valuoses per predir valors futurs. Per aconseguir això, s'utilitzen exponents per donar als conjunts de dades més nous un pes més gran en els càlculs que als conjunts més antics.

#### Models de sèries temporals
Els models de sèries temporals són un subconjunt de l'aprenentatge automàtic que utilitzen sèries temporals per entendre i predir dades utilitzant valors passats. Una sèrie temporal és la seqüència del valor d'una variable durant períodes equidistants, com ara anys o trimestres en aplicacions empresarials. Per aconseguir això, cal suavitzar les dades o eliminar la variància aleatòria de les dades per tal de revelar tendències. Hi ha diverses maneres d'aconseguir això.

##### Mitjana mòbil única
Els mètodes de mitjana mòbil única utilitzen conjunts numerats de dades passades cada cop més petits per reduir l'error associat a fer una sola mitjana, fent-la una mitjana més precisa que si es fes la mitjana de tot el conjunt de dades.

##### Mitjana mòbil centrada
Els mètodes de mitjanes mòbils centrades utilitzen les dades que es troben en els mètodes de mitjanes mòbils individuals prenent una mitjana del conjunt de dades numerades per la mediana. Tanmateix, com que el conjunt de dades numerades amb la mediana és difícil de calcular amb conjunts de dades parells, aquest mètode funciona millor amb conjunts de dades senars que amb dades parells.

### Modelització predictiva
La modelització predictiva és una tècnica estadística que s'utilitza per predir el comportament futur. Utilitza models predictius per analitzar una relació entre una unitat específica d'una mostra determinada i una o més característiques de la unitat. L'objectiu d'aquests models és avaluar la possibilitat que una unitat d'una altra mostra mostri el mateix patró. Les solucions de models predictius es poden considerar un tipus de tecnologia de mineria de dades. Els models poden analitzar dades històriques i actuals i generar un model per tal de predir possibles resultats futurs.
Independentment de la metodologia utilitzada, en general, el procés de creació de models predictius implica els mateixos passos. En primer lloc, cal determinar els objectius del projecte i els resultats desitjats i traduir-los en objectius i tasques analítiques predictives. A continuació, analitzeu les dades d'origen per determinar les dades i l'enfocament de construcció de models més adequats (els models només són tan útils com les dades aplicables que s'utilitzen per construir-los). Seleccionar i transformar les dades per crear models. Crear i provar models per avaluar si són vàlids i si podran complir els objectius i les mètriques del projecte. Aplicar els resultats del model als processos empresarials adequats (identificar patrons a les dades no vol dir necessàriament que una empresa entendrà com aprofitar-les o capitalitzar-les). Després, gestionar i mantenir els models per tal d'estandarditzar i millorar el rendiment (augmentarà la demanda de gestió de models per tal de complir amb les noves normatives).

### Anàlisi de regressió
Generalment, l'anàlisi de regressió utilitza dades estructurals juntament amb els valors passats de les variables independents i la relació entre aquestes i la variable dependent per formar prediccions.

#### Regressió lineal
En la regressió lineal, es construeix un gràfic amb els valors anteriors de la variable dependent representats a l'eix Y i la variable independent que s'analitza representada a l'eix X. A continuació, un programa estadístic construeix una recta de regressió que representa la relació entre les variables independents i dependents, i que es pot utilitzar per predir valors de la variable dependent basant-se només en la variable independent. Amb la recta de regressió, el programa també mostra una equació d'intersecció amb el pendent per a la recta que inclou una suma per al terme d'error de la regressió, on com més alt sigui el valor del terme d'error, menys precís serà el model de regressió. Per tal de disminuir el valor del terme d'error, s'introdueixen altres variables independents al model i es realitzen anàlisis similars sobre aquestes variables independents.

## Aplicacions

### Revisió analítica i expectatives condicionals en auditoria
Un aspecte important de l'auditoria inclou la revisió analítica. En la revisió analítica, es determina la raonabilitat dels saldos dels comptes declarats que s'estan investigant. Els auditors aconsegueixen aquest procés mitjançant la modelització predictiva per formar prediccions anomenades expectatives condicionals dels saldos que s'auditen utilitzant mètodes de mitjanes mòbils integrades autoregressives (ARIMA) i mètodes generals d'anàlisi de regressió, específicament mitjançant els mètodes de la Tècnica Estadística per a la Revisió Analítica (STAR).
El mètode ARIMA per a la revisió analítica utilitza anàlisis de sèries temporals sobre saldos auditats anteriors per tal de crear les expectatives condicionals. Aquestes expectatives condicionals es comparen amb els saldos reals reportats al compte auditat per tal de determinar com de propers són els saldos reportats a les expectatives. Si els saldos reportats s'acosten a les expectatives, els comptes no es revisen més. Si els saldos reportats són molt diferents de les expectatives, hi ha una major possibilitat que es produeixi un error comptable material i es durà a terme una auditoria addicional.
Els mètodes d'anàlisi de regressió es despleguen de manera similar, excepte que el model de regressió utilitzat assumeix la disponibilitat d'una sola variable independent. La materialitat de la variable independent que contribueix als saldos dels comptes auditats es determina utilitzant els saldos dels comptes passats juntament amb les dades estructurals actuals. La materialitat és la importància d'una variable independent en la seva relació amb la variable dependent. En aquest cas, la variable dependent és el saldo del compte. Mitjançant això, s'utilitza la variable independent més important per crear l'expectativa condicional i, de manera similar al mètode ARIMA, l'expectativa condicional es compara amb el saldo del compte reportat i es pren una decisió basada en la proximitat dels dos saldos.
Els mètodes STAR funcionen mitjançant anàlisi de regressió i es divideixen en dos mètodes. El primer és l'enfocament del saldo mensual STAR, i les expectatives condicionals fetes i l'anàlisi de regressió utilitzada estan vinculades a un mes auditat. L'altre mètode és l'enfocament del balanç anual STAR, que es duu a terme a major escala basant les expectatives condicionals i l'anàlisi de regressió en un any que s'audita. A banda de la diferència en el temps que s'audita, ambdós mètodes funcionen de la mateixa manera, comparant els saldos previstos i els reportats per determinar quins comptes cal investigar més a fons.

### Valor empresarial
A mesura que ens endinsem en un món d'avenços tecnològics on cada cop es creen i s'emmagatzemen més dades digitalment, les empreses busquen maneres d'aprofitar aquesta oportunitat i utilitzar aquesta informació per ajudar a generar beneficis. L'analítica predictiva es pot utilitzar i és capaç de proporcionar molts beneficis a una àmplia gamma d'empreses, incloses empreses de gestió d'actius, companyies d'assegurances, empreses de comunicació i moltes altres empreses. En un estudi realitzat per IDC Analyze the Future, Dan Vasset i Henry D. Morris expliquen com una empresa de gestió d'actius va utilitzar l'analítica predictiva per desenvolupar una millor campanya de màrqueting. Van passar d'un enfocament de màrqueting massiu a un enfocament centrat en el client, on en comptes d'enviar la mateixa oferta a cada client, personalitzaven cada oferta en funció del seu client. L'analítica predictiva es va utilitzar per predir la probabilitat que un possible client acceptés una oferta personalitzada. A causa de la campanya de màrqueting i l'anàlisi predictiva, la taxa d'acceptació de l'empresa es va disparar, amb un nombre de persones que van acceptar les seves ofertes personalitzades tres vegades superior.
Els avenços tecnològics en l'analítica predictiva han augmentat el seu valor per a les empreses. Un avenç tecnològic són els ordinadors més potents, i amb això l'analítica predictiva ha pogut crear previsions sobre grans conjunts de dades molt més ràpidament. Amb l'augment de la potència de càlcul també vénen més dades i aplicacions, la qual cosa significa una gamma més àmplia d'entrades per utilitzar amb l'anàlisi predictiva. Un altre avenç tecnològic inclou una interfície més fàcil d'utilitzar, que permet una barrera d'entrada més petita i una formació menys extensa necessària perquè els empleats utilitzin el programari i les aplicacions de manera eficaç. A causa d'aquests avenços, moltes més empreses estan adoptant l'anàlisi predictiva i veient els beneficis en l'eficiència i l'eficàcia dels empleats, així com en els beneficis.

### Predicció del flux de caixa
Els models univariants i multivariants ARIMA es poden utilitzar per preveure els fluxos d'efectiu futurs d'una empresa, amb les seves equacions i càlculs basats en els valors passats de certs factors que contribueixen als fluxos d'efectiu. Mitjançant l'anàlisi de sèries temporals, els valors d'aquests factors es poden analitzar i extrapolar per predir els fluxos d'efectiu futurs d'una empresa. Per als models univariants, els valors passats dels fluxos d'efectiu són l'únic factor utilitzat en la predicció. Mentrestant, els models multivariants utilitzen múltiples factors relacionats amb les dades de meritació, com ara els ingressos operatius abans de la depreciació.
Un altre model utilitzat per predir els fluxos d'efectiu es va desenvolupar el 1998 i es coneix com a model de Dechow, Kothari i Watts, o DKW (1998). DKW (1998) utilitza l'anàlisi de regressió per determinar la relació entre múltiples variables i els fluxos d'efectiu. Mitjançant aquest mètode, el model va trobar que els canvis en el flux d'efectiu i els acumulacions estan relacionats negativament, específicament a través dels guanys actuals, i l'ús d'aquesta relació prediu els fluxos d'efectiu per al següent període. El model DKW (1998) deriva aquesta relació a través de les relacions entre els acumulats i els fluxos d'efectiu i els comptes a pagar i a cobrar, juntament amb l'inventari.